# 한강중학교
한강중학교(漢江中學校)는 대한민국 서울특별시 용산구 서빙고동에 있는 공립 중학교이다.

## 학교 연혁
- 1972년 9월 9일 : 초대 김동욱 교장 취임
- 1972년 12월 29일 : 한강중학교 설립 인가
- 1973년 3월 3일 : 개교 및 제1회 입학식 거행 (980명 입학)
- 1976년 1월 20일 : 제1회 졸업식
- 1990년 2월 8일 : 용산구 서빙고동 현교사로 학교 이전
- 1990년 3월 2일 : 남녀 공학으로 개편
- 2005년 1월 20일: 2004년 전국 100대 교육과정 우수학교 표창
- 2005년 10월 25일: 학교혁신 우수학교 교육감 표창
- 2005년 12월 26일: 학교경영 우수학교 교육감 표창
- 2006년 6월 23일: 학교혁신 최우수학교 표창
- 2007년 2월 12일: 2006년 학교평가 우수학교 표창
- 2007년 12월 28일: 영어교육내실화 우수학교 교육감표창
- 2007년 12월 28일: 학력신장 우수학교 교육장 표창
- 2008년 12월 26일: 2008 교육과정 우수학교 교육감 표창
- 2022년 12월 29일 : 제48회 졸업식(졸업생 118명, 졸업생누계 22,885명)
- 2023년 3월 1일 : 제18대 송길성 교장 취임
- 2023년 3월 2일 : 신입생 입학 113명[2]

## 참고 자료
- 한강중학교 - 한국교육학술정보원 학교알리미